# Большой Соплеск
Большой Соплеск (устар. Большой Сопляс, Большой Соплес) — река в России, протекает по территории Вуктыльского и Печорского районов Республики Коми. Левый приток реки Печора.

## География
Устье реки находится в 1012 км от устья Печоры по левому берегу, около посёлка Усть-Соплеск. Длина реки составляет 79 км, площадь водосборного бассейна — 550 км².

## Данные водного реестра
По данным государственного водного реестра России относится к Двинско-Печорскому бассейновому округу, водохозяйственный участок реки — Печора от водомерного поста у посёлка Шердино до впадения реки Уса, речной подбассейн реки — бассейны притоков Печоры до впадения Усы. Речной бассейн реки — Печора.